# エンリケ・ギマラエス
エンリケ・ギマラエス（Henrique Guimaraes　1972年9月9日 - ）は、ブラジルのサンパウロ出身の柔道選手。階級は65kg級。身長172cm。

## 人物
1992年の世界ジュニア65kg級では2位になった。1994年のパンナム選手権でも2位だった。1995年のパンアメリカン競技大会では3位だったが、世界選手権では7位だった。1996年アトランタオリンピックでは銅メダルを獲得した。1997年のパンナム選手権では3位だったが、世界選手権では7位だった。1998年のワールドカップ国別団体戦では2位となった。1999年のパンナム選手権では優勝を飾った。2000年シドニーオリンピックでは2回戦で敗れた。2003年のパンナム選手権では優勝した。2004年アテネオリンピックでは2回戦で敗れた。

## 主な戦績
65kg級での戦績
- 1992年 - 世界ジュニア　2位
- 1994年 - 世界軍人選手権大会　2位
- 1994年 - パンナム選手権　2位
- 1995年 - パンアメリカン競技大会　3位
- 1995年 - アメリカ国際　優勝
- 1995年 - 世界選手権　7位
- 1996年 - アトランタオリンピック　3位
- 1996年 - パンナム選手権　2位
- 1996年 - 嘉納杯　3位
- 1997年 - オーストリア国際　優勝
- 1997年 - パンナム選手権　3位
- 1997年 - 世界選手権　7位

66kg級での戦績
- 1998年 - ワールドカップ国別団体戦　2位
- 1999年 - パンナム選手権　優勝
- 2002年 - パンナム選手権　2位
- 2003年 - パンナム選手権　優勝
- 2003年 - パンアメリカン競技大会　3位